# Cicloesanone monoossigenasi
La cicloesanone monoossigenasi è un enzima appartenente alla classe delle ossidoreduttasi, che catalizza la seguente reazione:
cicloesanone + NADPH + H+ + O2 ⇄ esano-6-lattone + NADP+ + H2O
L'enzima è una flavoproteina (FAD). Nel suo meccanismo catalitico, la specie nucleofila che attacca il gruppo carbonilico è un intermedio della perossiflavina generato dalla reazione del cofattore flavinico, legato all'enzima, con il NAD(P)H e l'ossigeno.
Questo enzima è in grado di catalizzare un ampio spettro di reazioni ossidative, tra le quali quelle enantioselettive di Baeyer-Villiger, solfossidazioni, ossidazioni di ammine ed epossidazioni.